# 日本空手協会
公益社団法人日本空手協会（にほんからてきょうかい、英: Japan Karate Association, JKA）は、日本の空手団体。流派は松濤館流（しょうとうかんりゅう）。

## 概要
船越義珍の高弟達により、ノンコンタクトルール（寸止め）による空手道の組手競技化を目指して昭和23年（1948年）に設立された松濤館流の空手団体。設立の際には船越義珍は最高師範として迎えられた。全日本空手道連盟や世界空手連盟などの連盟を除く、単独の会派団体としては世界最大規模の空手道団体である。
設立者でもあり船越義珍の高弟であった初代主席師範の中山正敏の手腕により、戦後まもなく他の流派に先駆け、空手道団体の法人化と総本部指導員制度という当時でも画期的なプロ空手道指導者の育成手法が1950年代以降、爆発的な広がりをみせた空手道の世界進出の牽引役となり、植木政明、金澤弘和、植木正明、田中昌彦、大阪可治、矢原美紀夫、津山克典、香川政夫、椎名勝利を始め松濤館流の数多の優秀な指導者を輩出し、世界最大規模の空手道団体として武道空手道の普及発展に努めている。
定款第3条には「本協会は、日本古来の武道である空手道の研究並びに指導によって、その技量の向上と自己鍛錬の普及を図り、もって国民の体位の向上と健全なスポーツ精神の涵養に寄与するとともに、礼節を重んじる日本武道の精神を国際的に広めることによって、世界平和に貢献することを目的とする。」と明記されている。
1957年より原則として毎年、内閣総理大臣杯全国空手道選手権大会を、文部科学大臣杯小学生中学生全国空手道選手権大会、熟練者全国空手道選手権大会を開催している。これらはノンコンタクトルールの空手道競技の全国大会としては最大規模で最古のものである。組手競技ルールは所謂ノンコンタクトルール（寸止め）であるが、日本空手協会は形競技においては５～7人の得点制、組手競技においては素面素手の一本勝負（技有り×2で一本）を採用し、全日本空手道連盟が採用しているＷＫＦ（世界空手連盟）ルールとは大きく異なり、組手競技に於いては8ポイント先取り勝負や、突きより蹴りがポイントとして重要視されるルールとは大きく異なる。
また、3年ごとに船越義珍杯世界空手道選手権大会、2年ごとにアジアオセアニア地区空手道選手権大会を開催している。
所属している大学の主要校としては、拓殖大学、駒澤大学、青山学院大学、関東学院大学等々がある。

## 全日本空手道連盟との関係
全日本空手道連盟（全空連）の創立に関わったが、一時離脱した。数年後、全空連に復帰し、松濤館流の統括団体として全空連各流派協力団体の一つとなった。
ところが2014年、天皇杯・皇后杯の下賜をめぐる問題により全空連との対立が生じ、全空連より除名処分が発表された。その後は2014年10月24日に東京地方裁判所より日本空手協会が協力団体の地位にある仮処分が決定した。但し、2014年11月12日に全空連理事会は、日本空手協会との協力関係を解消することを決議し、松濤館流の新たな統括団体として全日本空手道松涛館を設置している。
その後裁判へ移行する中、2016年1月に全空連・笹川尭会長、日本空手協会・草原克豪会長との間で協議がもたれ、2016年3月に全空連より「天皇杯・皇后杯の下賜申請について」・日本空手協会より「全空連との和解について」の各文書が発表され、日本空手協会による天皇杯・皇后杯下賜申請及び全空連への訴訟取り下げの後協力団体への加盟が再度認められることとなった。これにより、松濤館流については原則各流派一団体の原則が崩れ、二つの協力団体が併存することになる。
日本空手協会は、全日本空手道連盟とはあくまで本土四大流派（松濤館流・剛柔流・糸東流・和道流）を中心とした理合いの全く違う流派間での競技を取り仕切る競技統括組織であり、単独会派として世界最大規模の組織力を持つ日本空手協会とは違う、統一された意思や独自性がある理合いをもつ流派としての性格を持たない組織として認識しており、全空連を「国内スポーツ空手統括団体」、自らを「武道空手実技団体・武道空手国際競技主催団体」と位置づけている。それにともない競技統括組織である全空連では、組織性格上、日本空手協会を数多ある協力団体または会派団体のひとつと位置づけている。また
全空連が公益財団法人の認定を受けているのに対し、日本空手協会は公益社団法人の認定を受けている。アマチュア国内競技団体である全空連は、日本スポーツ協会及び日本オリンピック委員会に加盟しているが、アマ・プロの区別がない上に世界最大規模の空手組織を堅持している団体である日本空手協会は加盟していない。

## 歴代最高師範・首席師範
1. 船越義珍（1948年 〜 1957年）
2. 中山正敏（1958年 〜 1987年）
3. 杉浦初久二（1991年 〜 2010年）
4. 植木政明（2010年 〜  2024年）
5. 大石武士　（2024年〜）

## 歴代会長
1. 西郷吉之助（1955年3月22日 - ）
2. 山崎巌（1957年9月10日 - ）
3. 益谷秀次（1959年6月 - ）
4. 田中角栄（1961年6月 - ）
5. 益谷秀次（1963年6月 - ）
6. 小坂善太郎（1972年6月19日 - ）
7. 飯塚毅（1984年10月10日 - ）
8. 中原伸之（1986年6月1日 - ）
9. 草原克豪（2015年10月21日 - ）

## 代表的な選手
- 植木正明
- 田中昌彦
- 大坂可治
- 川和田実
- 今村富雄
- 山本英雄
- 椎名勝利
- 中達也
- 谷山卓也
- 志水亮介
- 栗原一晃
- 椎名舞
- 忠鉢考治
- 尾方弘二
- SHINZO MACHIDA
- 中町美希レベッカ
- 亜耶バネッサ
- リョート・マチダ
- 高野万優

## 著名な有段者
- アヴィ・マザルト
- 畠山稔
- 五嶋龍
- C・W・ニコル

## 元所属選手
- 金澤弘和
- 浅井哲彦
- 津山克典
- 飯田紀彦
- 矢原美紀夫
- 香川政夫
- 国分利人

## 段級位・色帯
空手の段級位制や色帯制は、柔道を参考にして導入された。段位は1924年（大正13年）に船越義珍が発行したのが、空手史上、初めてと言われている。
| 段級位 | 帯の色         |
| ------ | -------------- |
| 十段   | 黒             |
| 九段   | 黒             |
| 八段   | 黒             |
| 七段   | 黒             |
| 六段   | 黒             |
| 五段   | 黒             |
| 四段   | 黒             |
| 参段   | 黒             |
| 弐段   | 黒             |
| 初段   | 黒             |
| 一級   | 茶             |
| 二級   | 茶             |
| 三級   | 茶             |
| 四級   | 紫             |
| 五級   | 紫             |
| 六級   | 緑             |
| 七級   | 緑             |
| 八級   | 白（青・黄等） |
| 九級   | 白（青・黄等） |
| 十級   | 白（青・黄等） |
| 入門者 | 白             |